# Urshult
Urshult ist eine Ortschaft (Tätort) nahe dem See Åsnen in Südschweden. Urshult befindet sich in der Gemeinde Tingsryd in der historischen Provinz Småland.
Nach der Ortschaft wurde eine traditionelle Apfelsorte benannt. Die Sorte ist dunkelrot und wird im Dezember geerntet. Sie wird im Schwedischen Urshults kungsäpple genannt.
Im Ort gibt es eine Kirche, an die unmittelbar der Friedhof grenzt. Sie wurde 1808 fertiggestellt.

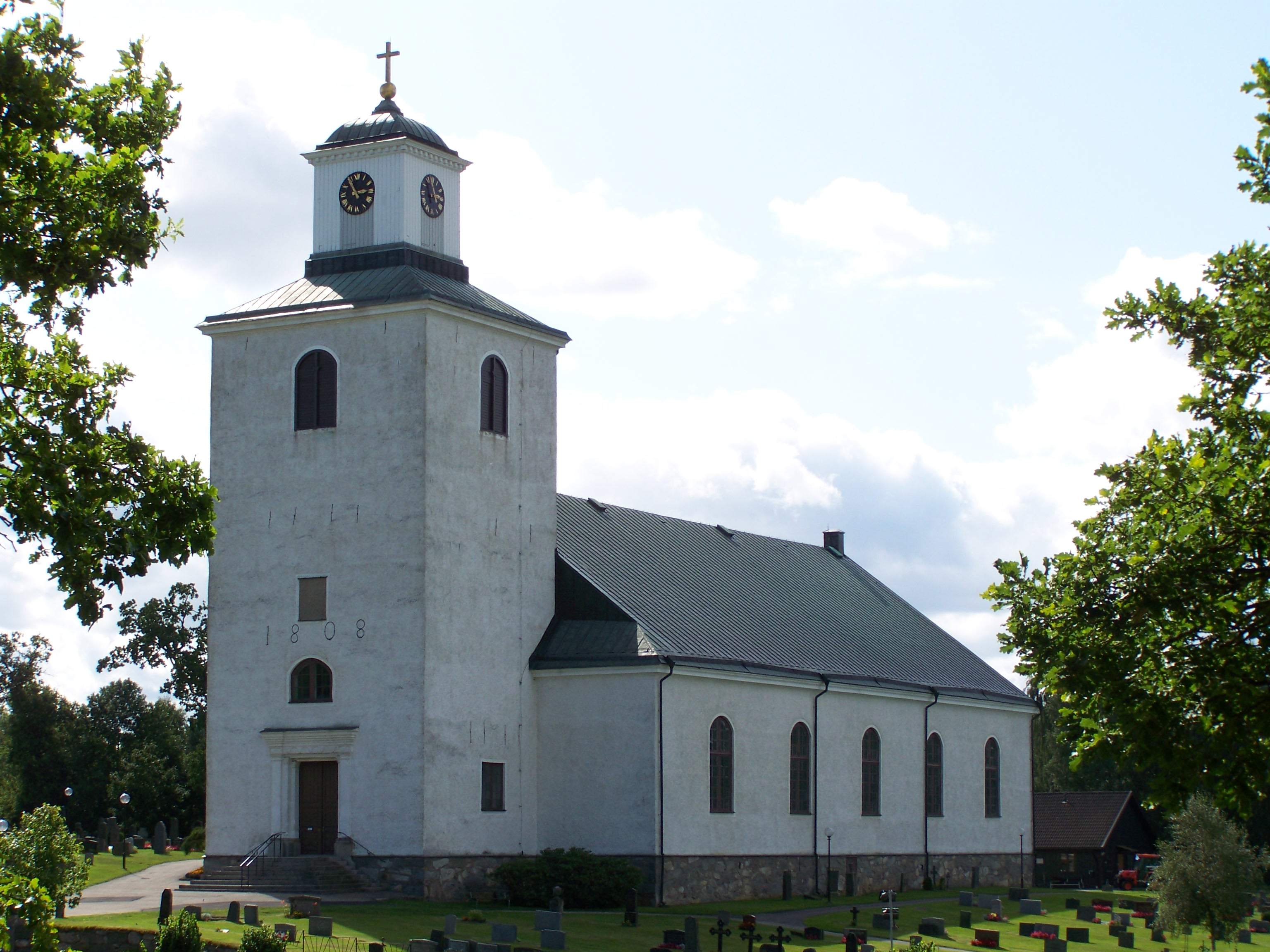
Kirche von Urshult
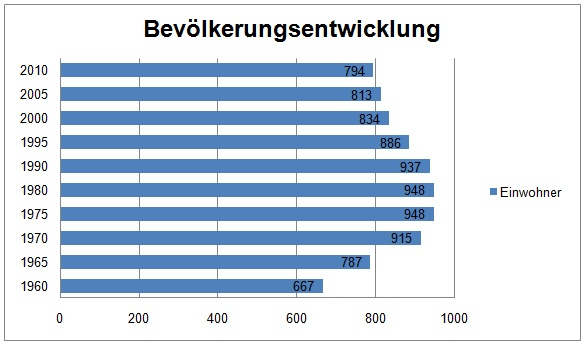
Bevölkerungsentwicklung 1960–2010